# 賴斯鎮區 (伊利諾伊州喬戴維斯縣)
賴斯鎮區（英語：Rice Township）是位於美國伊利諾伊州喬戴維斯縣的一個行政鎮區。

## 地方資料
根據2010年美國人口普查的數據，賴斯鎮區的面積為77.00平方千米，當中陸地面積為63.00平方千米，而水域面積為14.00平方千米。當地共有人口323人，而人口密度為每平方千米4.19人。